# Condado de Choctaw (Alabama)
El condado de Choctaw  (en inglés: Choctaw County), es un condado del estado estadounidense de Alabama que fue fundado en 1847 y se le llamó Choctaw en honor a la tribu india de ese nombre. En el año 2000 tenía una población de 15.922 habitantes con una densidad de población de 3 personas por km². La sede del condado es Butler.

## Geografía
Según la oficina del censo el condado tiene una superficie total de 2385 km² (920,8 mi²), de los que 2367 km² (913,89961389961 mi²) son tierra y 18 km² (6,9 mi²) (0,98%) son agua.

### Condados adyacentes
- Condado de Sumter - norte
- Condado de Marengo - noreste
- Condado de Clarke - sureste
- Condado de Washington - sur
- Condado de Wayne - suroeste
- Condado de Clarke - oeste
- Condado de Lauderdale - noroeste

### Principales carreteras y autopistas
- U.S. Route 84
- Carretera estatal 10
- Carretera estatal 17

## Demografía
Según el 2000 la renta per cápita media de los habitantes del condado era de 24.749 dólares y el ingreso medio de una familia era de 28.935 dólares. En el año 2000 los hombres tenían unos ingresos anuales 32.316 dólares frente a los 18.760 dólares que percibían las mujeres. El ingreso por habitante era de 14.635 dólares y alrededor de un 24,50% de la población estaba bajo el umbral de pobreza nacional.

## Ciudades y pueblos
- Butler
- Gilbertown
- Lisman
- Needham
- Pennington
- Silas
- Toxey

## Espacios naturales protegidos
Destaca el Choctaw National Wildlife Refuge que trata de proteger la vida salvaje y a especies como el pato joyuyo, la cigüeña de la cabeza pelada o el águila calva.